# Angelus Waldstein
Angelus Waldstein-Wartenberg OSB (13. ledna 1931 Doksy – 27. prosince 2023 Tutzing) byl česko-německý šlechtic z rodu Waldstein-Wartenbergů, římskokatolický duchovní a teolog, církevní historik, bývalý převor Benediktinského opatství a ředitel Benediktinského gymnázia v Ettalu. 

## Život

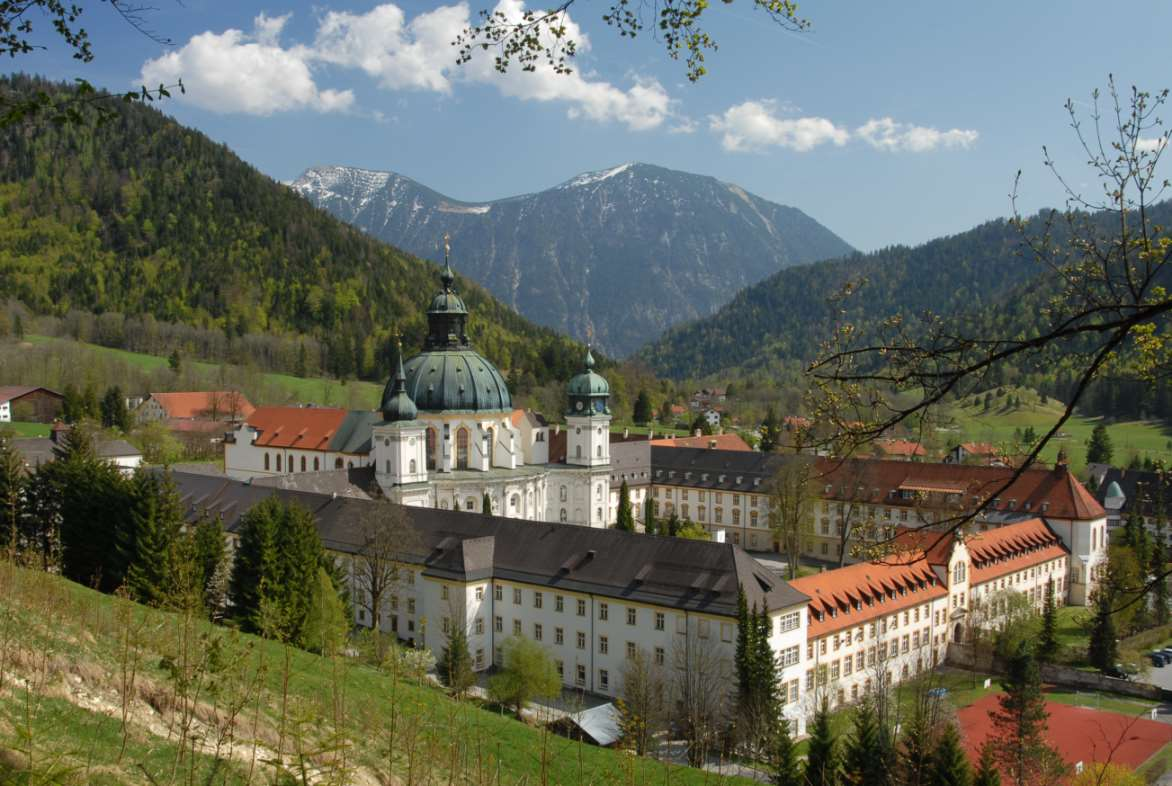
Ettalské opatství

Narodil se v Doksech jako Karel Albrecht Oldřich Jan Nepomuk Antonín Hilarius Bonaventura Felicitas Hubertus Maria Lapidata z Valdštejna-Wartenbergu, nejmladší ze šesti dětí hraběte Karla Arnošta z Waldstein-Wartenbergu (1897–1985) a Marie Johany Kinské z Vchynic a Tetova (1900–1976).
Do roku 1945 žil s rodiči na zámku v Doksech a po vysídlení začal studovat na gymnáziu v bavorském Ettalu. Studium zakončil maturitou v roce 1950.
V roce 1951 vstoupil do benediktinského řádu a své řádové jméno si zvolil podle nedlouho předtím zesnulého opata Angela Kupfera a v roce 1956 byl vysvěcen na kněze.
V letech 1981–1984 byl vedoucím internátu a v letech 1984–1997 učitelem a následně ředitelem ettalského gymnázia.
Již před pádem železné opony působil jako duchovní poradce Ackermannova sdružení, kde se zasazoval o smíření mezi Čechy a Němci.
V roce 1995 ho prezident Václav Havel vyznamenal medailí Za zásluhy. V roce 2003 mu byla v Českých Budějovicích Nadací Adalberta Stiftera udělena Umělecká cena česko-německého porozumění.
Dne 27. prosince roku 2023 zemřel v benediktinské nemocnici v Tutzingu. Zádušní mše za zemřelého se sloužila 4. ledna 2024 v klášterní bazilice v Ettalu a následně byly jeho ostatky uloženy do hrobky pod Pamětní kaplí.

## Spisy
Páter Angelus byl kromě toho také autorem několika kulturně-historických esejů a spisů:
- Angelus Waldstein: 700 Jahre Hirschberg am See. Blaschke, Waldkraiburg/Obb., 1964
- Angelus Waldstein-Wartenberg: Benedikt. Luzern a München, 1973
- Angelus Waldstein: Klosterkirche U. L. Frau von Ettal in Oberbayern. Verlag Bilder u. Druck Metz, Tübingen, 1980
- Agnes von Böhmen 1211 - 1282. Königstochter - Äbtissin - Heilige do Jaroslava V. Polce ad. S úvodem od Angela Waldstein-Wartenberga. Oldenbourg, München, 1989 (díl životopisu z dějin českých zemí 6)

### Audiovizuální dokumenty
- Večer na téma… Česko-německé vztahy. Pater Angelus Waldstein. Česká republika, 1996. Česká televize. Připravila Markéta Mališová. 18 min.